# Dvory (Loket)
Dvory (německy Höfen) jsou malá vesnice, část města Loket v okrese Sokolov v Karlovarském kraji. Nachází se asi dva kilometry jižně od Lokte. Je zde evidováno 21 adres. V roce 2011 zde trvale žilo jedenáct obyvatel.
Dvory leží v katastrálním území Dvory u Lokte o rozloze 3,19 km².

## Historie
První písemná zmínka o vesnici pochází z roku 1491. Ves tvořilo několik samostatných usedlostí, ta nejstarší nazývaná Puchelbergerhof byla roku 1476 byla součástí manství loketského hradu. V roce 1495 koupilo ves město Loket. Po druhé světové válce a odsunu německého obyvatelstva se Dvory téměř vylidnily, zástavba prořídla a hrozilo, že vesnice zanikne. V pozdější době začaly Dvory sloužit jako rekreační místo chalupářů, kteří zachránili řadu stavení, která by se jinak rozpadla.

## Přírodní poměry
Vesnice se nachází ve Slavkovském lese při okraji CHKO Slavkovský les. Horninové podloží tvoří žuly krušnohorského resp. karlovarského plutonu. Západně od Dvorů se na skalním žulovém výchozu vypreparoval selektivním zvětráváním skalní viklan, někdy nazývaný jako Viklan nad Loktem. Východně od vesnice pramení Dvorský potok.

## Obyvatelstvo
Při sčítání lidu v roce 1921 zde žilo 178 obyvatel, z nichž bylo 175 Němců a tři cizinci. Všichni obyvatelé se hlásili k římskokatolické církvi.
| Rok            | 1869 | 1880 | 1890 | 1900 | 1910 | 1921 | 1930 | 1950 | 1961 | 1970 | 1980 | 1991 | 2001 | 2011 | 2021 |
| -------------- | ---- | ---- | ---- | ---- | ---- | ---- | ---- | ---- | ---- | ---- | ---- | ---- | ---- | ---- | ---- |
| Počet obyvatel | 174  | 177  | 181  | 206  | 191  | 178  | 182  | 74   | 38   | 16   | 14   | 8    | 10   | 11   | 21   |
| Počet domů     | 37   | 31   | 33   | 35   | 37   | 37   | 36   | 36   | -    | 6    | 5    | 3    | 8    | 9    | 10   |

## Obecní správa
Při sčítání lidu v letech 1869–1910 Dvory byly samostatnou obcí v okresu Falknov, v letech 1921–1930 v okrese Loket. V letech 1950–1959 byly osadou obce Nadlesí v okrese Karlovy Vary-okolí. Od roku 1961 jsou částí města Loket v okrese Sokolov. V letech 1850–1899 k obci patřilo Údolí.

## Pamětihodnosti
Pro Dvory byla charakteristická stavení s hrázděnými štíty  V době svého rozkvětu působily jako skanzen lidové architektury. Byly natolik zajímavé, že modely selských usedlostí byly umístěny do expozice městského muzea v Lokti. Nejhodnotnější usedlosti v dobách socialistického hospodaření však postupně zchátraly a zanikly. Uprostřed vesnice stávala dřevěná barokní zvonička z roku 1731. V roce 1900 ji nahradila malá zděná kaplička. V okolí se kdysi nacházelo několik božích muk a křížků. Z nich se dochoval jižně od vesnice jen křížek z roku 1847, na druhém křížku u turistické cesty do Lokte však datace chybí. Jeden krucifix stojí při jihovýchodním okraji vesnice u chalupy ev. č. 121.

## Fotogalerie

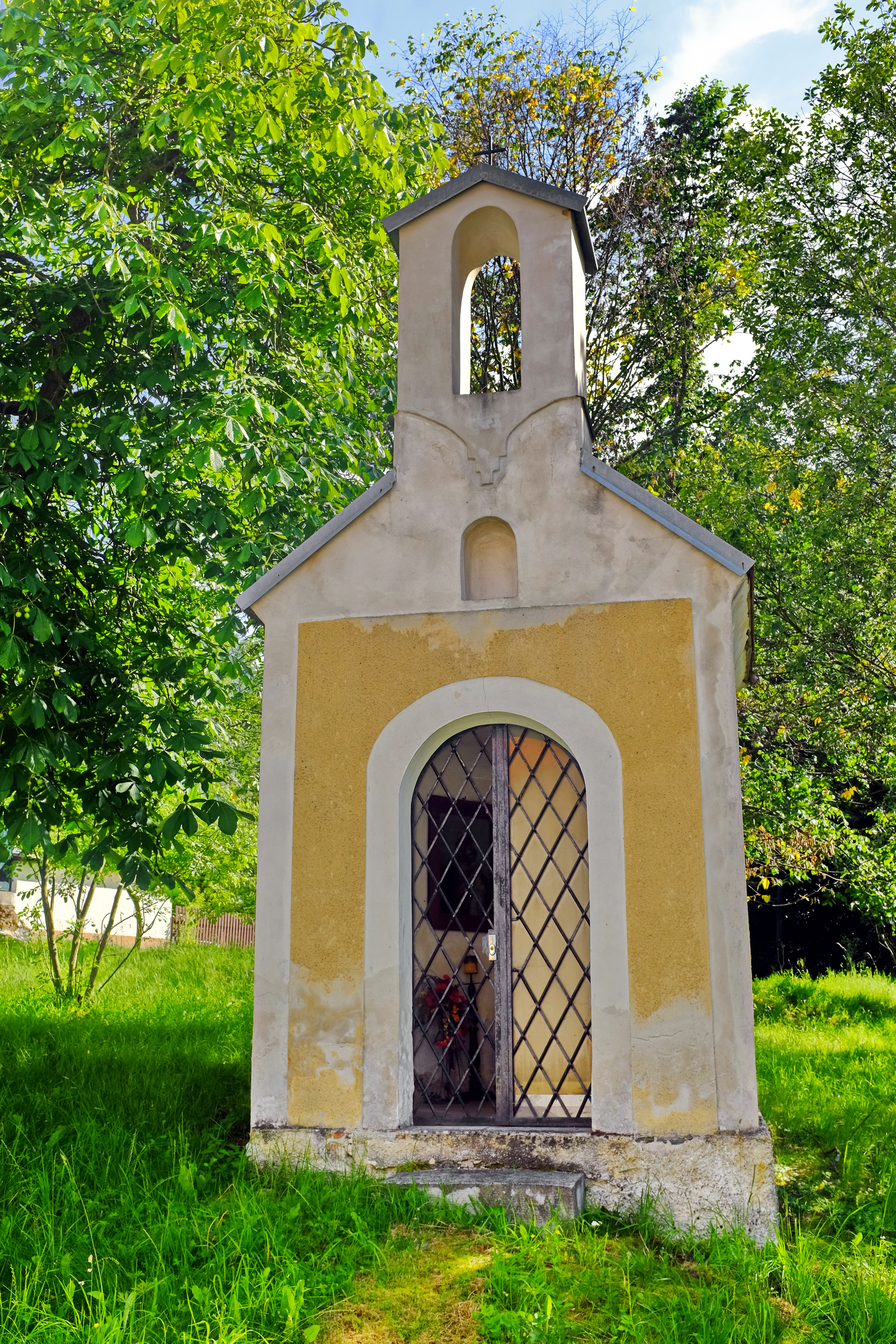
Kaplička na návsi
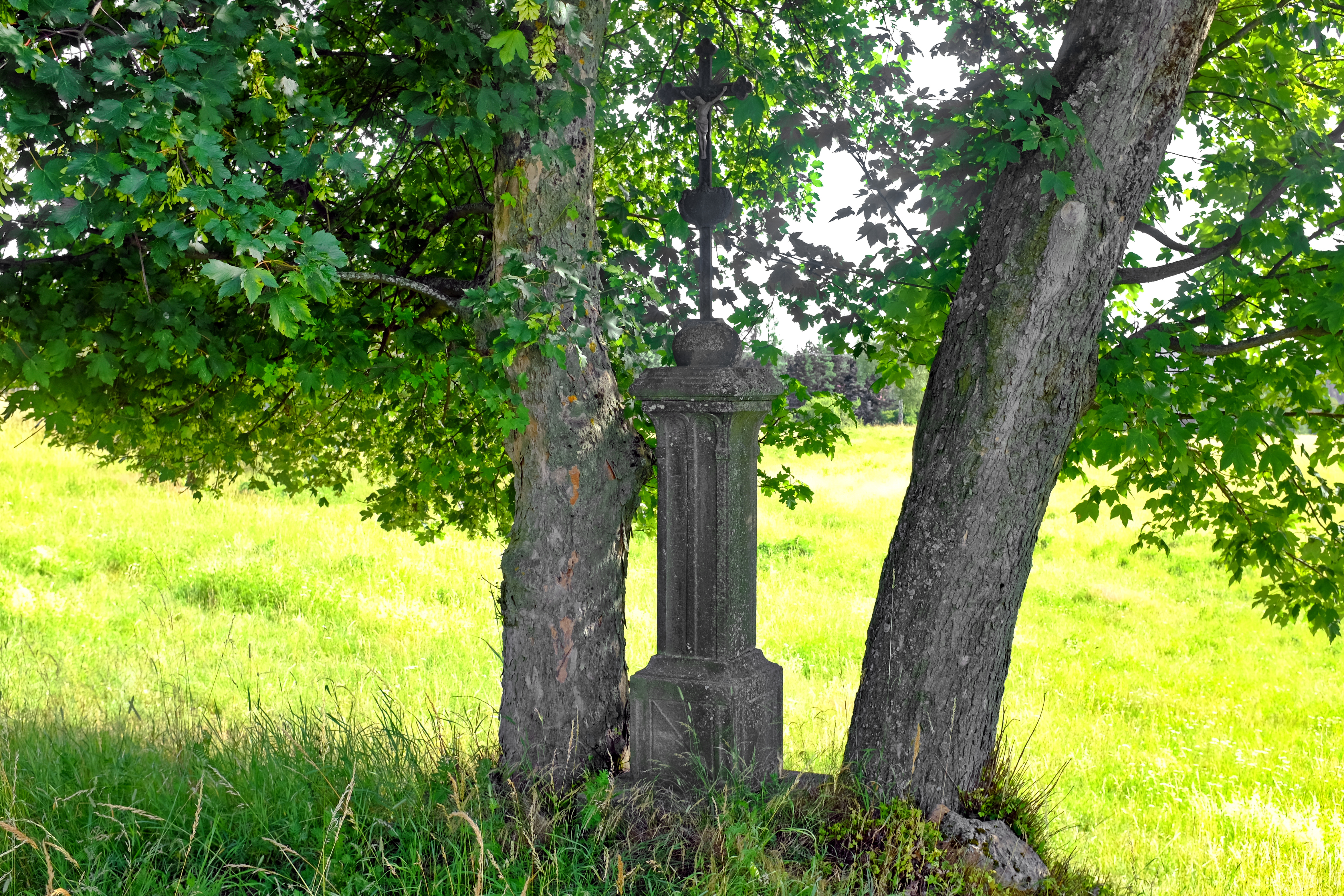
Krucifix s datací 1847
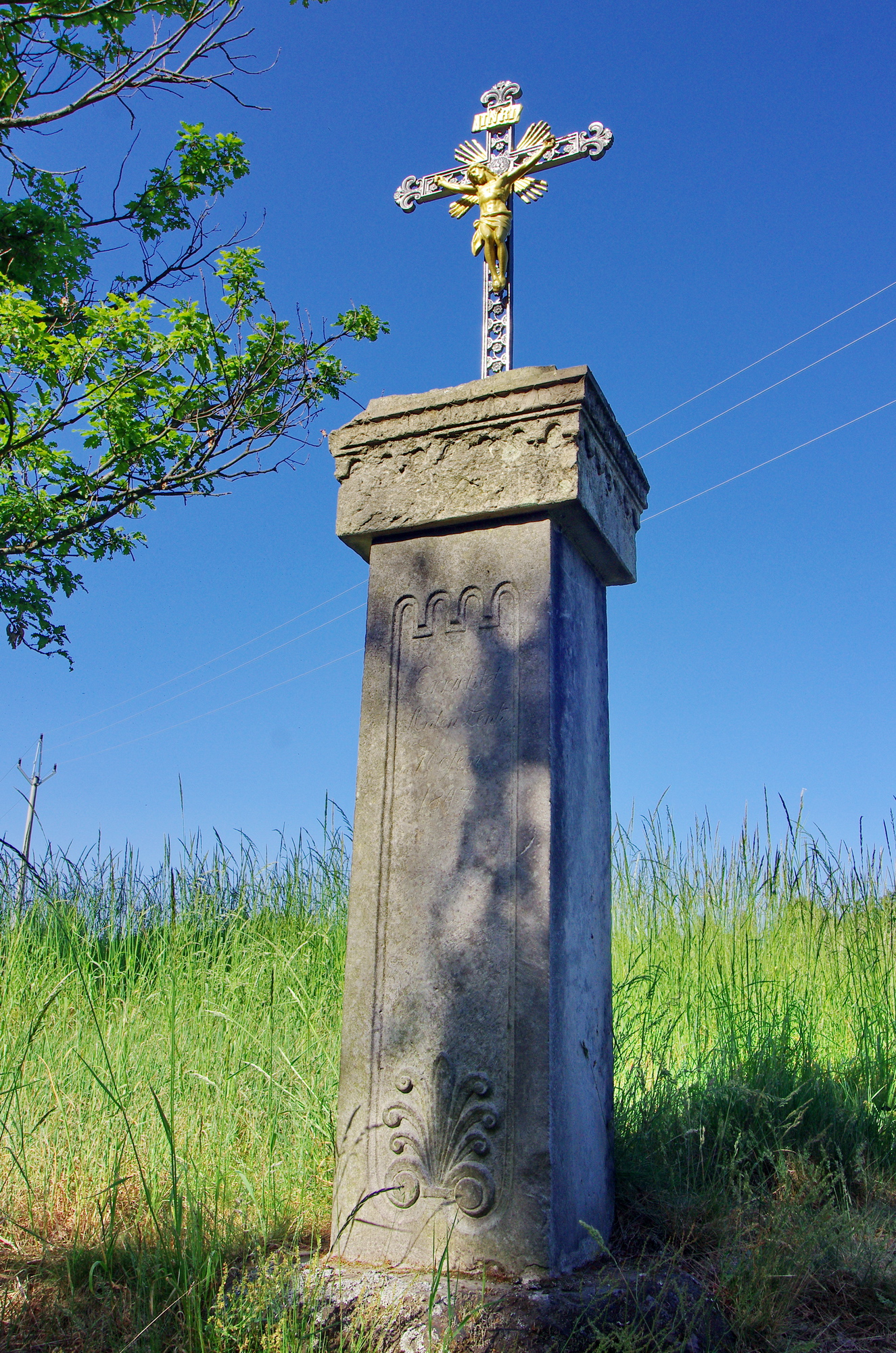
Krucifix bez datace
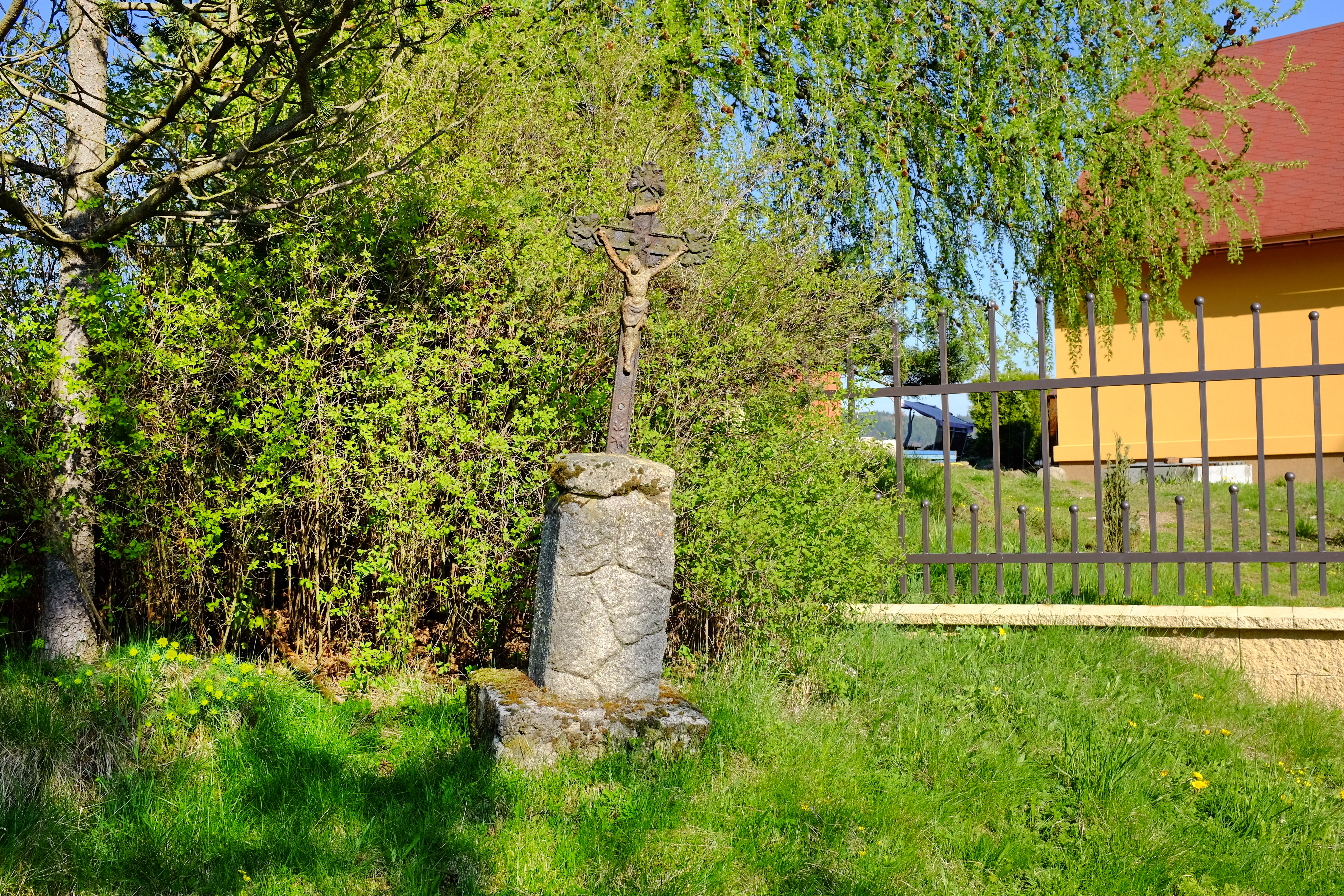
Krucifix u ev. č. 121
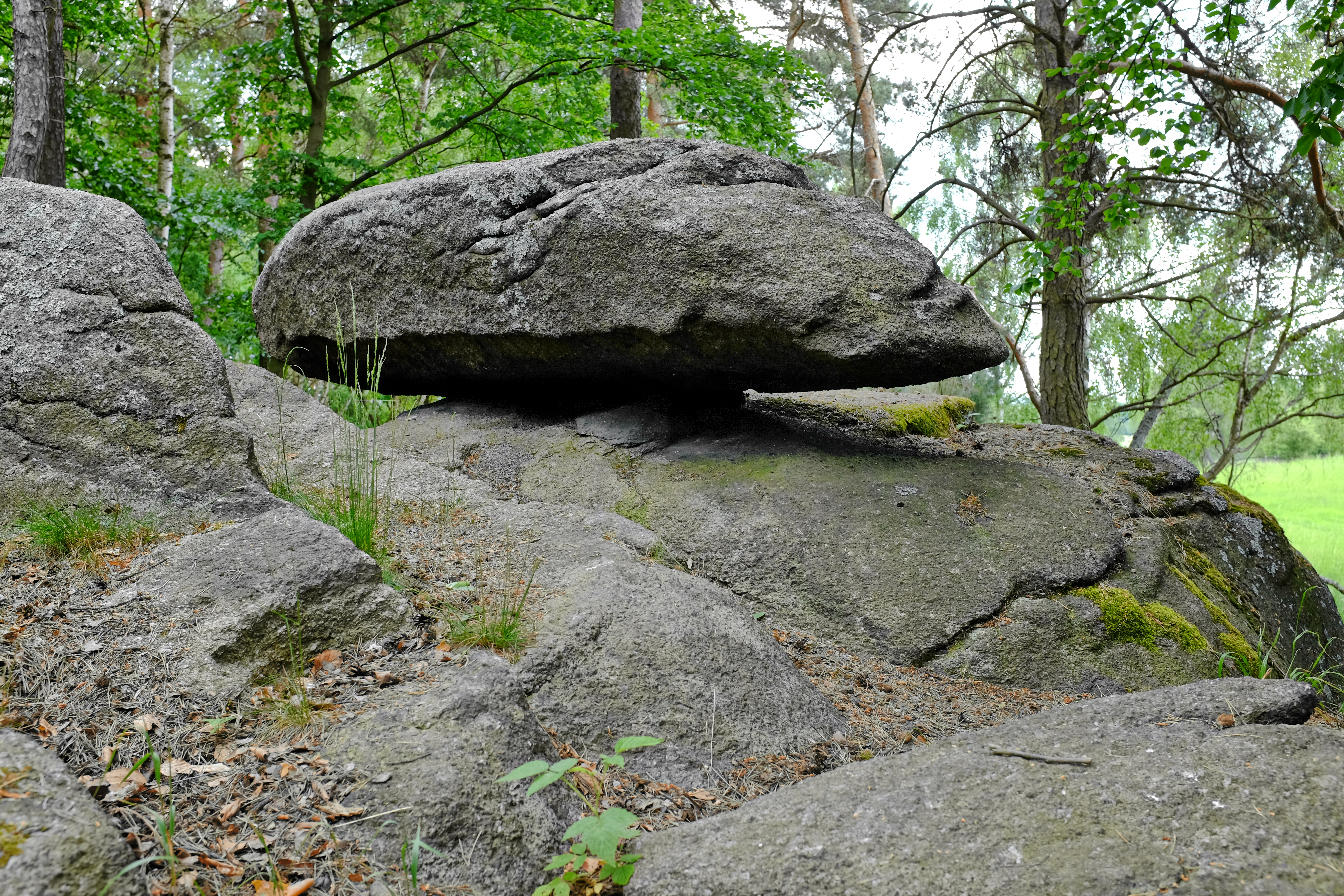
Viklan